# Životopisni izvori o Titu
O Titu je naravno u doba socijalističke Jugoslavije postojala nepregledna literatura. Izdavačko poduzeće Komunist sa sjedištem u Beogradu izdavalo je njegova Sabrana djela: članci, referati, pisma itd. Stiglo je do 30. sveska, koji obrađuje razdoblje od 1. prosinca 1945. do 18. kolovoza 1946. To je naravno i danas nezaobilazni izvor za znanstvenike koje proučavaju Josipa Broza Tita i njegovo doba.
Ogromna većina tih izdanja danas je naravno zanimljiva tek kako dokument onog vremena. Dajemo ovdje kratke informacije o nekim knjigama koje su direktno korištene u pisanju članka, koje su kao kvalitetni memoarski, publicistički ili historiografski radovi i danas zanimljive, te o onima, koje su tiskane u posljednjih 15-ak godina.
Niz životopisa i prikaza objavljen je i na mnogim svjetskim jezicima. Posljednji značajni Titov životopisac je Jasper Ridley.

## Jasper Ridley
Tekst u članku Josip Broz Tito isprva je bio napisan uglavnom prema Titovu životopisu Jaspera Ridleyja. Ridley, koji je napisao veći broj životopisa slavnih osoba, uložio je veliki trud da sintetizira ono znanje do kojeg se 1990-ih moglo doći na temelju literature i nekih izvora, te brojnih intervjua sa svjedocima. Pošten napor, sveukupno sklon Titu, ali bez prazne glorifikacije. Ima i svoja ozbiljna ograničenja. Knjiga je objavljena na hrvatskom 2000. godine. 
Kasnije je tekst nadopunjavan iz raznih drugih izvora, te podijeljen na više dijelova.

## Vladimir Dedijer
"Službeni" Titov životopisac bio je Vladimir Dedijer, koji je 1953. objavio knjigu Josip Broz Tito. Prilozi za biografiju. Bila je prevedena na sve glavne i brojne manje svjetske jezike: engleski,  njemački, talijanski, francuski, japanski, danski, hebrejski,mađarski, portugalski, esperanto, albanski, poljski, španjolski, kineski, turski, arapski, šest indijskih jezika itd.  Serijalizirana je o objavljvana u časopisima Life (New York), Figaro (Pariz), Le Soir (Bruxelles), Sunday Times (London), te u Švedskoj, Danskoj, Norveškoj, Nizozemskoj, Zapadnoj Njemačkoj, Grčkoj, Turskoj, Libanonu itd. BBC je preveo knjigu i u dijelovima je emitirao na radiju. 
Tiskana kao pretisak 1972. godine i zatim opet 1980. godine kao veći dio prvog sveska u Novim prilozima za biografiju Josipa Broza Tita. Uz to su u tom izdanju objavljeni: Titova Autobigrafija s napomenama redakcije Lifea, u kojem je tekst objavljen travnja-svibnja 1952.; Dedijerov predgovor inozemnim izdanjima, koji prvenstveno govori o raskidu sa Staljinom 1948.; te pod naslovom Tito govori dva Dedijerova razgovora s Titom, objavljena kao dodaci u nekim inozemnim izdanjima.
Kasnije su (1981. – 1984.) objavljena još tri debela sveska Novih priloga…. 
Za prvi Dedijerov životopis Tita može se reći kao i za ridleyevu knjigu (koja se uostalom i njime obilato služi): u glavnim crtama odgovara stvarnosti. Književno, to je odličan tekst životopisačkog žanra.
Svesci objavljeni 1980-ih imaju međutim drugačiji karakter. To je "svaštara", u kojoj ima nekih novih informacija o Titu i ljudima s kojima je bio u vezi, ali i mnoštvo besmisleno opširnih irelevantnosti, materijala koji s Titom nemaju veze, te izobličavanja u stilu srpskog nacionalizma, kojem je Dedijer s godinama bio sve skloniji. Godine 1982. bio je u Beogradu organiziran okrugli stol o Dedijerovoj knjizi, s kojeg su prilozi objavljeni u zborniku. 
Razni detalji mogu se dopuniti iz drugih izvora. Wikipedijini članci o Titu nastoje, uz osobne okolnosti njegovog života, razjasniti i društvene i političke okolnosti u kojima je živio i koje su na njega utjecale. Naročita pažnja posvećenja je prvom dobu njegovog života, do početka Drugoga svjetskog rata, koje je manje poznato, a važno za razumijevanje njegovog osobnog razvoja i doba u kojem je živio.

## Razne knjige izdane u Jugoslaviji i Hrvatskoj
- Broz, Branko: Moj život uz Tita, Zagreb: Spektar, 1982.

Ovo su memoarski zapisi Titovog nećaka (sina njegovog brata, koji je živio u Zagrebu). Poznavao ga je kao dječak, zatim kao partizan te u Begradu poslije rata. Bio je u njegovom osobnom osiguranju i njegovi su zapisi vrlo zanimljivi.
- Cenčić, Vjenceslav: Titova poslednja ispovijest, Beograd 2001. (2. izdanje)

- Dedijer, Vladimir (1): Novi prilozi za biografiju Josipa Broza Tita, Zagreb: Mladost i Spektar, Rijeka: Liburnija, 1980.

Ovo je zapravo ponovljeno izdanje vrlo uspješnih Priloga za biografiju (…), izdanih 1953. i prevedenih na mnoge strane jezike. Odlično djelo iz žanra biografije, s dodanim autobiografskim spisima i govorima. Dakako, ograničenja ovakvog tipa literature treba imati u vidu.
- Dedijer, Vladimir (2): Novi prilozi za biografiju Josipa Broza Tita 2, Zagreb: Mladost i Rijeka: Liburnija, 1981.

Gotovo trideset godina nakon spomenutih Priloga (…), Dedijer se latio opsežnih dodataka. Knjiga je ispala kupusara, u kojoj ima svašta. Donosi ipak niz zanimljivih dokumenata i svjedočenja. Treba imati u vidu ideološka ograničenja: sada ne samo komunistička, nego i velikosrpska.
- Hrvatska enciklopedija

Članak o Josipu Brozu Titu skromniji je nego što on kao ovijesna osoba zaslužuje.
- Đilas, Milovan: Druženje s Titom, Beograd: Momčilo Đorgović, 1990.

Knjiga je prvo bila objavljena na engleskom. Đilas je izvrstan pisac, a osobito su zanimljivi i njegovi memoari u četiri knjige. Dragocjen dokument. Dakako, treba uzeti u obzir ograničenja svake autobiografske literature, ali Đilas je u tim okvirima iskren i pošten više nego što normalno očekujemo.
- Janeković, Dara: Susreti s poviješću, Zagreb: Prometej, 2000.

Dara Janeković, ugledna novinarka, mnogo se puta susretala s Titom i njezini su zapisi vrlo zanimljivi.
- Jovanović, Branko (ur.): Razgovor o knjizi Vladimira Dedijera "Novi prilozi za biografiju Josipa Broza Tita". Okrugli sto Borbe, Beograd: Borba, 1982.

Novi prilozi (vidi gore) izazvali su brojne polemike, o kojiam ova knjiga djelomično svjedoči.   
- Maclean, Fitzroy: Rat na Balkanu, Zagreb: Stvarnost, 1964.

Autobiografska knjiga britanskog časnika, koji je za vrijeme Drugog svjetskog rata bio časnik za vezu kod jugoslavenskih partizana. Inteligentan promatrač i odličan pisac. Politički opredijeljen kao konzervativac, ipak je visoko poštovao Tita kao uspješnog vođu i svojeg ratnog druga. 
- Očak, Ivan: Gorkić. Život, rad i pogibija. Prilog biografiji, Zagreb: Globus, 1988.

biografija Titovog prethodnika na čelu KPJ. Daje i značajne informacije za Titovu biografiju. Ne predstavlja međutim "zadnju riječ" na tu temu.
- Ridley, Jasper: Tito. Biografija, Zagreb: Prometej, 2000.

Vidi gore o knjizi.
- P. Simić: Tito agent Kominterne, Beograd, 1990.

- Todorović, Miroslav: Hohštapler, Bjelovar: Dunja, 2004. Prevela i prilagodila:  Željka Orsag.

- Velebit, Vladimir: Tajne i zamke II. svjetskog rata, Zagreb: Prometej, 2002.

Autor je vrijedan "svjedok povijesti", predratni odvjetnik i komunist, partizan i poslijeratni diplomat. Njegovi memoarski zapisi i komentari zbivanja kojima je svjedočio dragocjen su izvor za povjesničara, pa djelomice i za temu Josipa Brza Tita.

## Životopisi i knjige o Titu na engleskom
- Phyllis Auty: Tito, London, 1970
- Nora Beloff: Tito's Flawed Legacy, London, 1985.
- S. M. Drašković: Tito, Moscow's Trojan Horse, Chicago, 1957.
- Milovan Đilas: Tito: The Story from Inside, New York, 1973.

Objavljeno tek 1990. u Beogradu na originalnom jeziku (crnogorskom).
- Sir Fitzroy Maclean: Tito: A Pictorial Biography, London, 1980.

Prevedeno i objavljeno na hrvatskom u Zagrebu 1980.
- S.K. Pavlowitch: Tito: Yugoslavia's Great Dictator, London, 1992.
- Richard West: Tito: and the Rise and Fall of Yugoslavia, New York, 1994.